# 东坡井 (惠州市)
东坡井，位于中国广东省惠州市桥东白鹤峰，为惠州市的一个市、县级文物保护单位，类型为古建筑，公布时间为1984年。
东坡井的历史年代为北宋。